# Gauthier Pierre Georges Antoine Dubois
Gauthier Pierre Georges Antoine Dubois OFMCap (* 14. Juni 1906 in Tonnerre, Burgund, Frankreich; † 29. Mai 1989) war Apostolischer Vikar von Istanbul.

## Leben
Antoine Dubois trat der Ordensgemeinschaft der Kapuziner bei und empfing am 27. Juli 1930 die Priesterweihe.
Papst Paul VI. ernannt ihn am 15. November 1974 zum Titularbischof von Atenia und bestellte ihn zum Apostolischen Vikar von Konstantinopel. Die Bischofsweihe spendete ihm am 2. März 1975 der Bischof von Blois Joseph-Marie-Goerges-Michel Goupy; Mitkonsekratoren waren der Bischof von Corbeil, Albert Malbois, und Jean-François Motte, emeritierter Weihbischof von Cambrai. Er starb 85-jährig im Amt.